# Representación LGBT en la televisión de Ecuador
La representación de la diversidad sexual en la televisión de Ecuador tuvo su inicio a finales de la década de 1990, con la aparición del primer personaje homosexual en la televisión local, que perteneció al programa Mis adorables entenados con billete (1998). Sin embargo, tanto este como otros personajes LGBT que aparecieron en la televisión durante esos años reproducían estereotipos negativos que buscaban provocar humor por medio de la mofa hacia las personas pertenecientes a la diversidad sexual. Esta tendencia se mantuvo hasta entrada la década de 2010.
Con el cambio del siglo XX al XXI, aparecieron las primeras personas abiertamente LGBT en la televisión ecuatoriana. Óscar Ugarte, periodista que trabajó como presentador en la década de 1990, fue una de las primeras personas públicas en salir del armario, mientras que la actriz transgénero Rudy Arana inició su carrera televisiva en el programa dramático Archivos del destino. De amplia exposición mediática fue la participación en 2005 del modelo Juan Sebastián López en el programa de telerrealidad Gran Hermano del Pacífico, donde salió públicamente del armario y protagonizó el primer beso entre personas del mismo sexo en la historia de la televisión ecuatoriana. Aparte de los ya mencionados, otras personas pertenecientes a la diversidad sexual ingresaron a la televisión local en la década de 2000, aunque en su mayoría fue en programas de farándula o de belleza.
En 2013, la Asamblea Nacional de Ecuador aprobó la Ley Orgánica de Comunicación, que incluyó una cláusula en la que prohibió el contenido discriminatorio y la apología a la discriminación o a actos violentos realizados contra grupos vulnerables, lo que permitió a colectivos ciudadanos denunciar con éxito programas con personajes que reforzaban estereotipos negativos. La década de 2010 vio además el ingreso a la televisión local de figuras como el actor de género no binario Adrián Avilés y la actriz transgénero Doménica Menessini.
A pesar de que en años recientes algunas las representaciones de personajes LGBT han sido más complejas, los estereotipos o tramas con finales violentas siguen estando presentes. Adicionalmente, la presencia de personajes o actores LGBT es mínima. Para el 2020, se calculaba que alrededor del 1% de los personajes de la televisión ecuatoriana eran LGBT.

## Antecedentes (hasta 1997)
Hasta la despenalización de la homosexualidad en Ecuador, que tuvo lugar en 1997, no hubo representaciones de personajes ficticios pertenecientes a la diversidad sexual en programas de televisión local, aunque hubo instancias de la temática en anuncios televisivos o entrevistas. En 1984, tras la aparición de los primeros casos de VIH y sida en el país,  la respuesta por parte del gobierno a la enfermedad, que en ese entonces seguía siendo relacionada con la homosexualidad en el imaginario popular, incluyó un anuncio televisivo de carácter estigmatizante en que un muchacho llegaba al velorio de otro, pero la madre del fallecido lo echaba mientras le decía «usted no se acerque, por su culpa, por homosexual, ha muerto mi hijo». La campaña del gobierno también sugería falsamente que toda persona homosexual estaba contagiada por el virus.
En 1986, el activista LGBT Orlando Montoya marcó un hito en el activismo LGBT ecuatoriano al participar en una entrevista en Canal 4 para denunciar los crímenes de odio contra las personas pertenecientes a la diversidad sexual y la impunidad respecto a los mismos, debido a que durante esa época la policía nacional realizaba constantes redadas en establecimientos en donde se reunían personas LGBT. Este hecho convirtió a Montoya en la primera persona abiertamente homosexual en aparecer en la televisión ecuatoriana para denunciar casos de homofobia.

## Primeras representaciones (1998-2009)

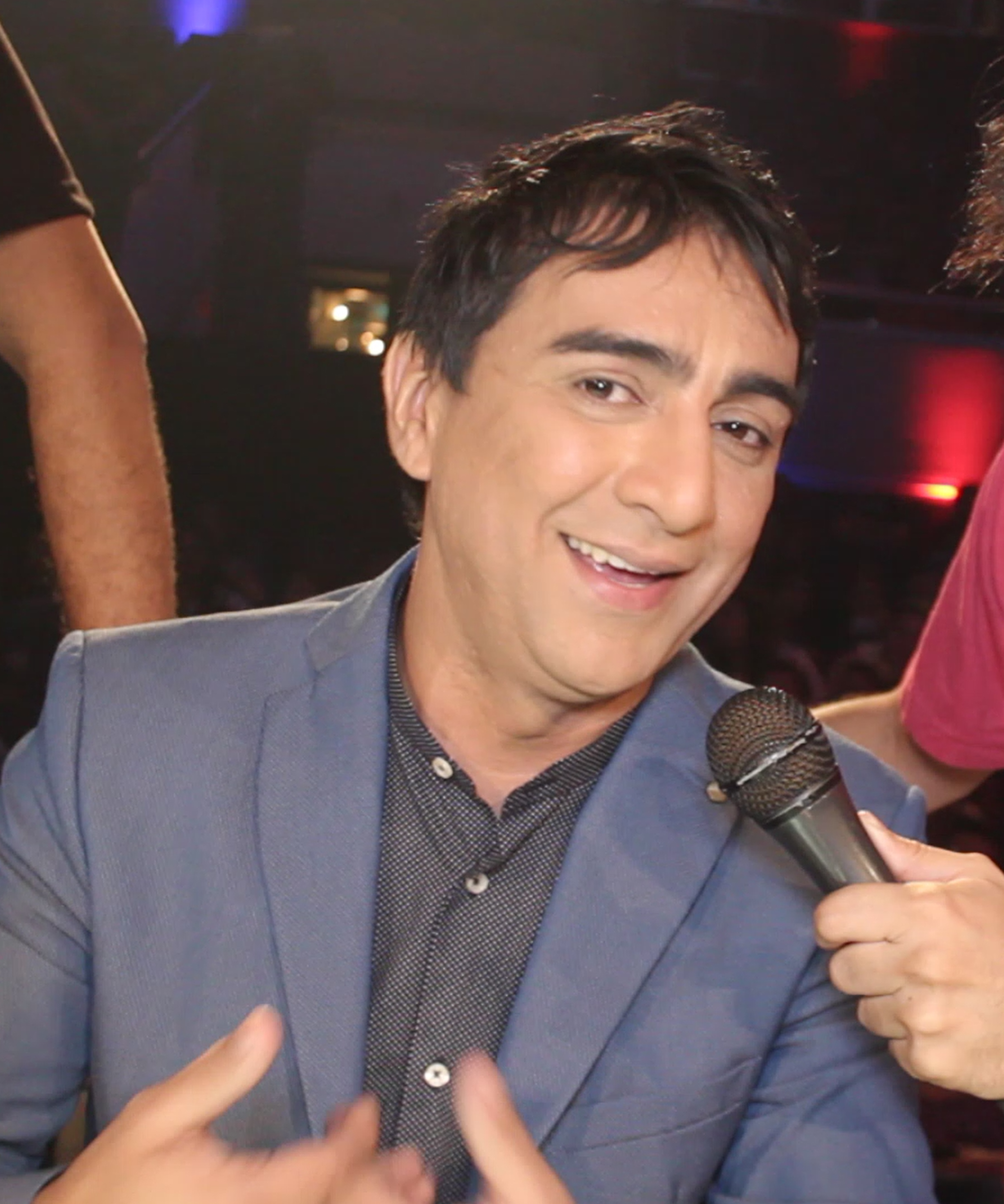
Fernando Villarroel, actor que interpretó al primer personaje LGBT de la televisión ecuatoriana.

El primer personaje LGBT de la televisión ecuatoriana fue Fermín, un mayordomo homosexual de características amaneradas que apareció en 1998 en el programa Mis adorables entenados con billete, interpretado por el actor Fernando Villarroel. Personajes con estereotipos similares aparecieron en años siguientes en programas cómicos como Ni En Vivo Ni En Directo, que introdujo el personaje de La Melo, y en Solteros sin compromiso (2001), donde se exageraba la aparente feminidad de un personaje LGBT, interpretado por el actor Alberto Cajamarca, frente a los otros personajes masculinos. La Melo, en particular, fue un personaje controversial por la caracterización que realizaba de hombres homosexuales, a quienes retrataba como afeminados y propensos al desenfreno sexual. El personaje permaneció en televisión hasta 2014 y su carácter pernicioso fue incluso denunciado por activistas LGBT en la Asamblea Nacional del Ecuador.
El cambio de siglo trajo a las primeras figuras de la telivisión ecuatoriana en salir del armario, una de ellas el periodista Óscar Ugarte, quien en 2001 empezó a realizar activismo por los derechos LGBT de forma pública. También destaca la actriz transgénero Rudy Arana, quien inició su carrera actoral en el programa televisivo Archivos del destino, de TC Televisión, y que años después participó en De la vida real y Mostro de Amor (2010), donde interpretó el rol de una mujer transgénero que ayudaba a los habitantes de su barrio.
El primer beso entre personas del mismo sexo en las pantallas del país llegó en 2005 de la mano del programa de telerrealidad Gran Hermano del Pacífico, donde el modelo ecuatoriano Juan Sebastián López, quien durante el programa había declarado su homosexualidad y que ganó la competencia, se besó con otro participante. La exposición mediática del hecho llevó a que López realizara una gira de medios tras la finalización del programa en que habló de su experiencia como hombre homosexual, a su participación en otros programas de telerrealidad locales y a su nombramiento como maestro de ceremonias del festival del orgullo LGBT de Quito.
También en 2005, el programa matinal Cosas de casa tuvo como invitado a un joven homosexual durante una de sus transmisiones para conversar sobre su experiencia y sus derechos. La visita se dio luego de que el matinal hiciera un llamado en busca de un joven que quisiera salir del armario.

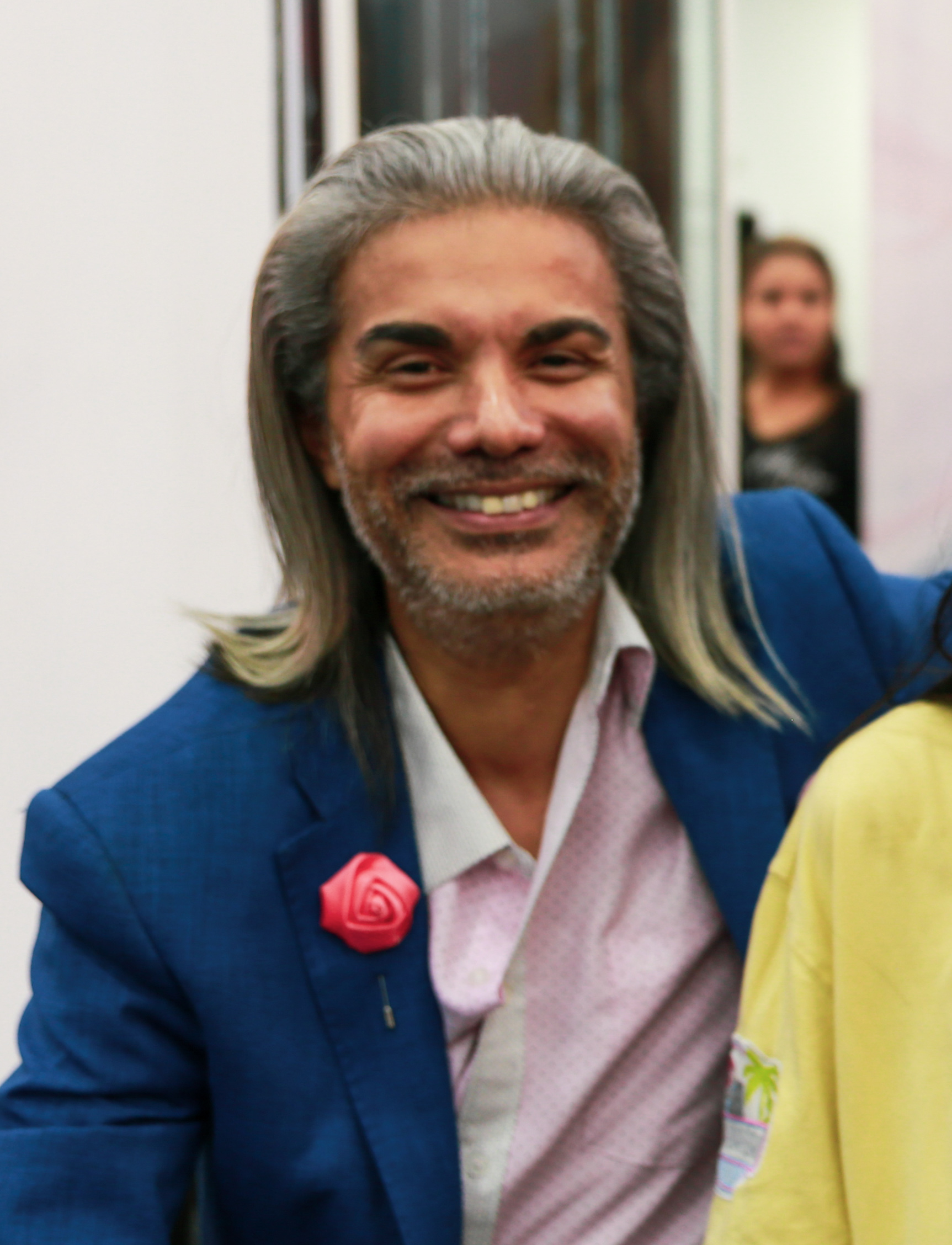
Giovanni Dupleint, activista y presentador de televisión ecuatoriano.

Durante estos años, personas abiertamente LGBT empezaron a participar en otros espacios televisivos. Sin embargo, con la excepción de Óscar Ugarte, estas incursiones ocurrían en programas de farándula, de cocina o de belleza, y no en espacios de opinión o de noticias. Entre las figuras locales que se dieron a conocer en estos espacios se cuentan personalidades como Giovanni Dupleint, presentador bisexual que participó en programas de entretenimiento y de farándula como Buenos muchachos y Vamos con todo.
De la mano del actor Martín Calle, en 2008 y 2009 se estrenaron dos series televisivas protagonizadas por un personaje LGBT: El secreto de Toño Palomino (2008) y El exitoso Lcdo. Cardoso (2009). No obstante, la caracterización de Calle también mostró la diversidad sexual a través de la exageración de estereotipos sobre amaneramiento y la inclusión de frases con doble sentido sexual para generar mofa hacia el personaje.

## Década de 2010
El inicio de la década de 2010 dio paso al ingreso de varias figuras LGBT a la televisión ecuatoriana. En 2012, el actor Adrián Avilés ingresó a trabajar en la versión ecuatoriana de la serie Aída, mientras que la artista Angela Peñaherrera trabajó en el programa educativo Aprendamos. Al año siguiente, la actriz transgénero Doménica Menessini ingresó al programa de telerrealidad Baila la noche, transmitido por Canal Uno.
En 2013, la Asamblea Nacional del Ecuador aprobó la Ley Orgánica de Comunicación, con el objetivo de regular los contenidos y las frecuencias de los medios de comunicación. Periodistas y organizaciones internacionales denunciaron que el articulado violaba principios de la libertad de prensa, aunque aseveraron que algunas secciones eran positivas. Entre ellas, se incluyó una cláusula contra el contenido discriminatorio que indicaba:

Está prohibida la difusión a través de todo medio de comunicación social de contenidos discriminatorios que tengan por objeto o resultado menoscabar o anular el reconocimiento, goce o ejercicio de los derechos humanos reconocidos en la Constitución y en los instrumentos internacionales. Se prohíbe también la difusión de mensajes a través de los medios de comunicación que constituyan apología de la discriminación e incitación a la realización de prácticas o actos violentos basados en algún tipo de mensaje discriminatorio.

En 2014 apareció otro personaje criticado por la perpetuación de estereotipos homofóbicos, La Michy, interpretado por Víctor Aráuz y que se popularizó en el programa Vivos. Entre las personas que lo criticaron estuvieron figuras como Diego Ulloa, quien lo calificó de «ofensivo».
En base a la clásula antidiscriminación de la Ley Orgánica de Comunicación, 33 colectivos ciudadanos y por los derechos de las poblaciones LGBT presentaron una querella en 2014 contra los programas Vivos y La pareja feliz en la Superintendencia de Comunicación y la Defensoría del Pueblo, por promover discriminación racista, machista y homofóbica en sus contenidos. Entre las tramas discriminatorias del segundo programa, estaba un capítulo en que los compañeros de Valentín, un personaje homosexual que aparece en la serie, intentan hacer que vaya a una clínica de deshomosexualización para que «se vuelva hombre». La querella fue fallada a favor de los denunciantes y se ordenó al canal de televisión Teleamazonas pagar una multa, además de ofrecer disculpas públicas por el contenido discriminatorio.
La serie 3 familias, estrenada por la cadena Ecuavisa en 2014, incluyó al personaje homosexual Kiki Kilovatio, interpretado por Efraín Ruales, que reprodujo un estereotipo al mostrarse como trabajador de una peluquería, aunque posteriormente logra ejercer su carrera universitaria y se convierte en contador. De acuerdo al guionista Eddie González, representaciones como esta eran realizadas porque el público estaba acostumbrado a estereotipos respecto a la homosexualidad, por lo que la mejor manera de introducir a un personaje homosexual distinto era a través de una transición laboral. Otro ejemplo similar ocurrió en la serie Cuatro Cuartos (2017), donde el personaje Jaquna es representado en primera instancia como un homosexual con estereotipos pero luego se muestra como un personaje más complejo. No obstante, el personaje encontró un final trágico en 2018 luego de que, tras una votación de los televidentes, fuera asesinado en pantalla en un ataque homofóbico que duró aproximadamente diez minutos.
En abril de 2016, Ecuavisa realizó un programa en que presentó, desde voces juveniles, distintas perspectivas con respecto a la discriminación hacia la diversidad sexual, lo que representó la primera vez en que un canal ecuatoriano realizaba un programa de estas características.

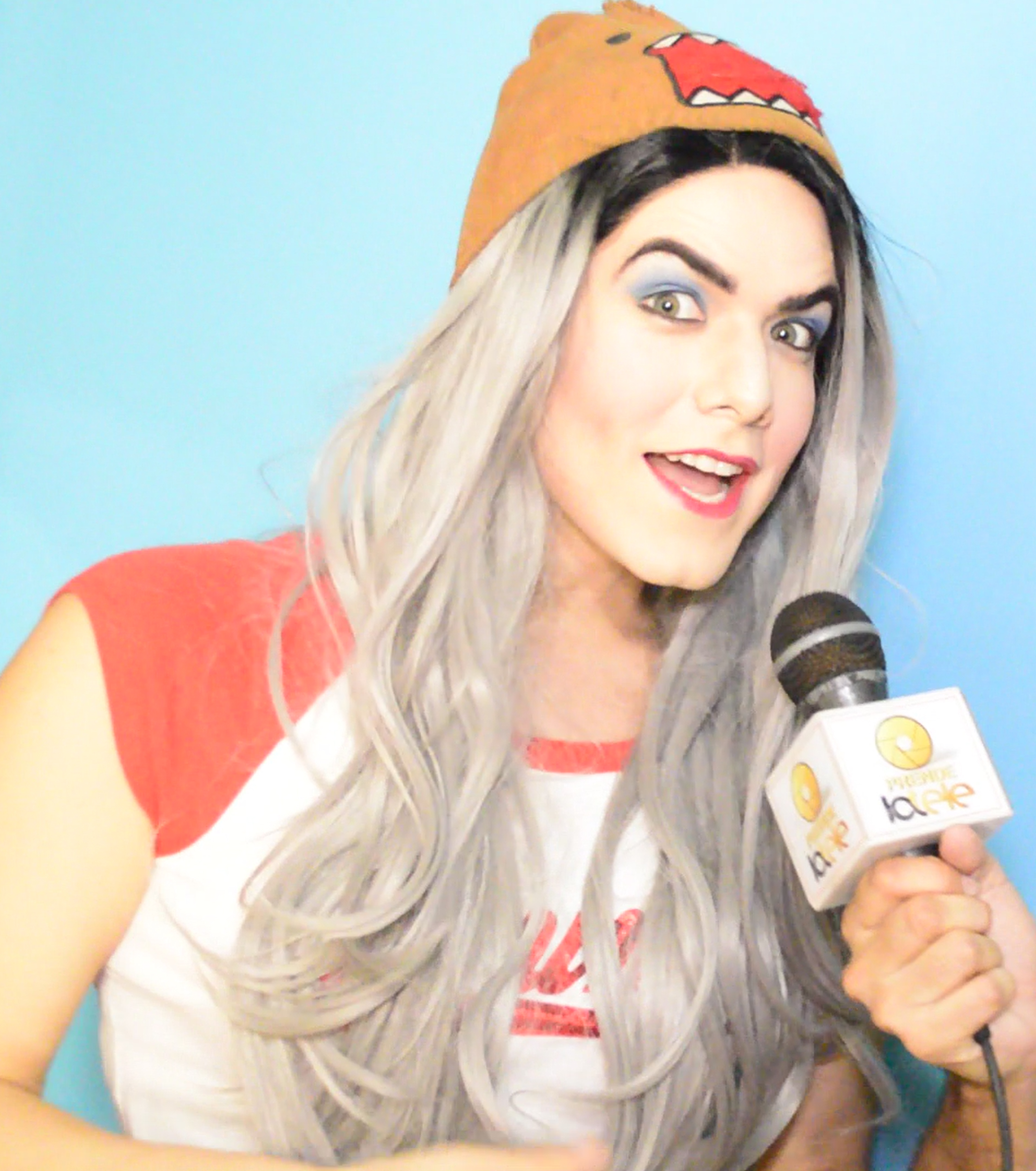
Adrián Avilés interpretando al personaje drag queen Kuki Entreríos.

Personalidades LGBT continuaron participando en producciones televisivas durante estos años. El actor no binario Adrián Avilés, por ejemplo, actuó en las series 3 Familias y Cuatro Cuartos, y su personaje drag queen, Kuki Entrerríos, fue jueza en competencias de telerrealidad y apareció en programas matinales como En Contacto. Del lado de la producción, el guionista LGBT Xavier Hidalgo participó como libretista de series como Bienvenidos a la Trinity (2016) y fue presidente de la Asociación de Guionistas del Ecuador.

## Década de 2020

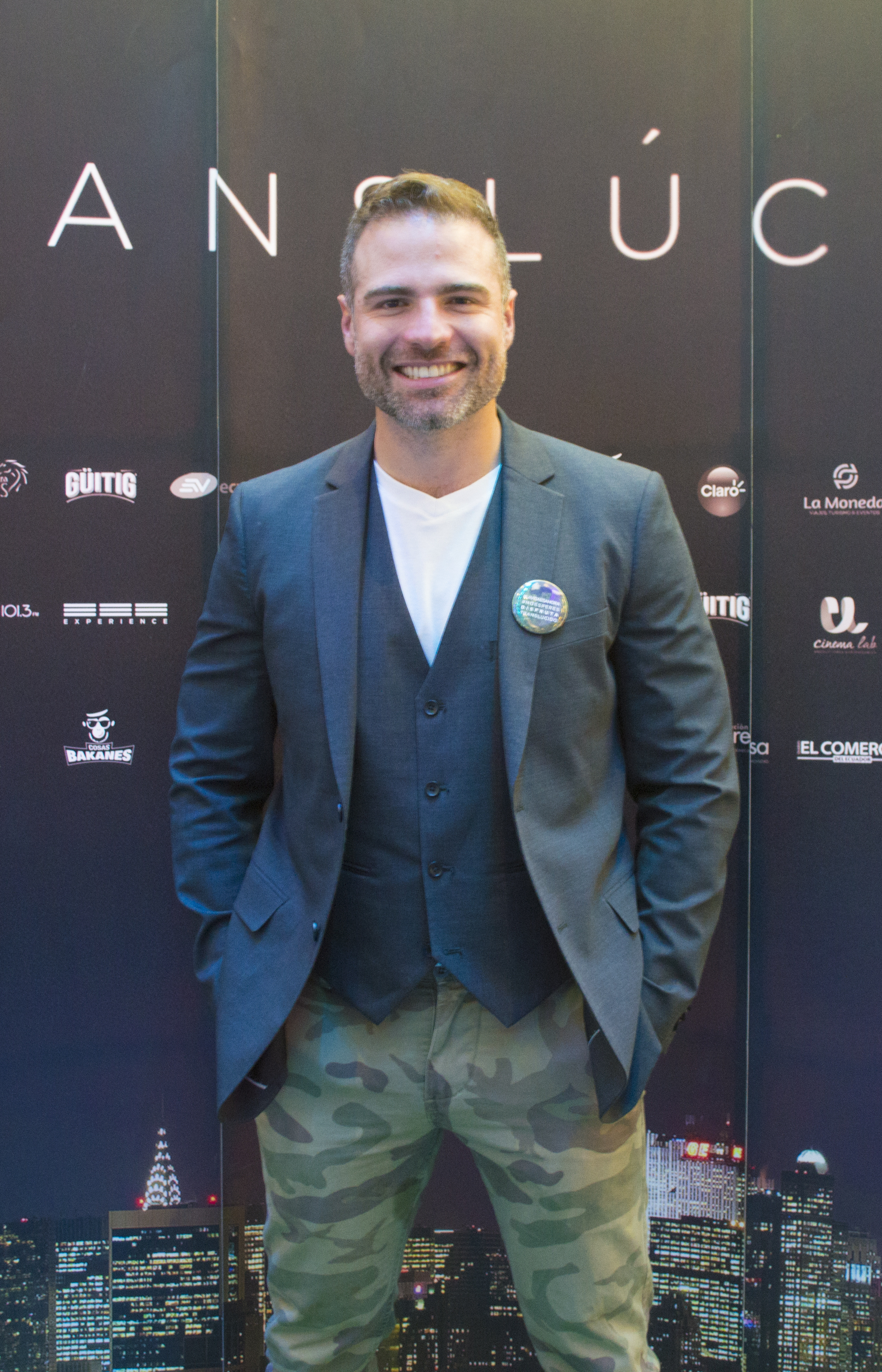
Roberto Manrique en 2017.

En agosto de 2021, el actor ecuatoriano Roberto Manrique, de una extensa carrera en la televisión ecuatoriana e internacional que inició en 2003 con la producción nacional La Hechicera, anunció públicamente su homosexualidad. De acuerdo a Manrique, hizo el anuncio de forma pública para ayudar a personas en situaciones similares a aceptarse a sí mismas. Meses antes, el periodista ecuatoriano Galo Arellano, radicado en Estados Unidos pero que había iniciado su carrera en la televisión de Ecuador, habló también de forma pública sobre su homosexualidad, luego de recibir mensajes homofóbicos en redes sociales tras publicar una fotografía con su esposo.
En años recientes, personas LGBT han ampliado su presencia en programas de telerrealidad. En 2023, Doménica Menessini volvió a la pantalla chica en el programa de telerrealidad Soy el mejor. La cantante Nikki Mackliff, por su lado, participó en la versión ecuatoriana del programa MasterChef, mientras que la modelo transgénero Nathalia Espinoza ingresó como participante a Desafío a la fama.
Del lado de las series, programas como la telenovela Casi cuarentonas (2021), incluyeron personajes LGBT que eliminaron los estereotipos y basaron el humor en las situaciones retratadas en lugar de la caracterización.